# Stadio Luigi Ferraris
Das Stadio Comunale Luigi Ferraris (bekannt auch unter „Marassi“) ist ein Fußballstadion in der italienischen Stadt Genua, Hauptstadt der Küstenregion Ligurien, im Nordwesten des Landes. Es ist eines der wenigen reinen Fußballstadien ohne Leichtathletikanlage in Italien. Momentan ist es das Heimstadion der beiden Fußballclubs Sampdoria und CFC Genua. Das derzeitige Fassungsvermögen liegt bei 33.205 Zuschauern.

## Geschichte
Das Stadion wurde am 22. Januar 1911 mit einem Fußballspiel zwischen dem CFC Genua, dem es anfangs gehörte, und Inter Mailand, das vor etwa 20.000 Zuschauern stattfand, eingeweiht. Es wurde auf den Namen Stadio Marassi getauft, da es im gleichnamigen Stadtteil Genuas liegt.
Seinen heutigen Namen erhielt das Stadion am 1. Januar 1933 nach dem ehemaligen Kapitän der Fußballmannschaft des CFC Genua, Luigi Ferraris. Das Stadio Luigi Ferraris wurde zu dieser Zeit als eines der modernsten Stadien überhaupt angesehen und bot Platz für 30.000 Besucher. Es war auch Spielstätte bei der Fußball-Weltmeisterschaft 1934 und beherbergte am 27. Mai ein Achtelfinalspiel.
Im Jahr 1946 verkaufte der CFC Genua die Arena an die Stadt Genua. Danach wurde sie auch die Heimstätte des Lokalrivalen Sampdoria Genua.
Am 27. Februar 1949 wurde bei einem Spiel zwischen den Nationalmannschaften von Italien und Portugal der noch heute bestehende Besucherrekord von 60.000 Zuschauern erreicht.
Zwischen Juli 1987 und September 1989 wurde das Luigi Ferraris anlässlich der Fußball-Weltmeisterschaft 1990 bei laufendem Spielbetrieb komplett abgerissen und neu errichtet. Markantestes Merkmal der Sportstätte sind die vier Türme in den Stadionecken. Zum einen tragen sie die Dachkonstruktion; zum anderen ist in ihnen die Flutlichtanlage integriert. Sie teilen auch die Tribünen zu vier einzelnen Bereichen ab.
Im April 2020 kündigte Bürgermeister Marco Bucci den Verkauf des städtischen Stadions an. Seit dem Umbau für die WM 1990 tat sich nicht viel im Stadion und soll sich mit dem Verkauf ändern. Gedacht wäre unter anderem der Verkauf oder eine langfristige Verpachtung an einen oder beide Clubs, Sampdoria und den CFC, um in der Zeit das in die Jahre gekommene Stadio Luigi Ferraris zu modernisieren bzw. durch einen Neubau zu ersetzen. Eine weitere Option wäre ein anderes Unternehmen mit einer Idee zur Umgestaltung oder Neubau der Fußballstätte.
Am 23. Januar 2025 einigten sich Sampdoria und der CFC Genua mit dem Bauprojektentwickler CDS Holding auf die Modernisierung des Stadio Luigi Ferraris und des umliegenden Geländes. Dies gab die Stadt, als Eigentümer, am folgenden Tag bekannt. Ein verbindliches Angebot soll von den Clubs bis Ende März der Stadt vorgelegt werden. Darauf folgt eine öffentliche Ausschreibung. Die CDS Holding wird die Entwürfe des Mailänder Architekturbüros Stefano Boeri Architetti umsetzen, die das Ziel einer Umgestaltung des Stadtviertels Marassi haben. Die Vereinbarung sieht vorerst zwei alternative Lösungen vor. Zum einen könnten die beiden Clubs das Stadio Luigi Ferraris zu gleichen Teilen übernehmen oder es wird eine neue Konzessionsvereinbarung verhandelt. Die Umbauarbeiten sollen 2029 abgeschlossen werden, dabei aber das Marassi als Spielstätte nutzbar bleiben. Es sollen 60 bis 80 Millionen Euro investiert werden. Genua mit den Stadion gehört zu den vorgeschlagenen Spielorten der Fußball-Europameisterschaft 2032 in Italien und der Türkei.

## Spiel der WM 1934
- 27. Mai 1934, Achtelfinale:  Spanien –  Brasilien 3:1 (3:0)

## Spiele der WM 1990
- 11. Juni 1990, Gruppe C:  Costa Rica –  Schottland 1:0 (0:0)
- 16. Juni 1990, Gruppe C:  Schweden –  Schottland 1:2 (0:1)
- 20. Juni 1990, Gruppe C:  Schweden –  Costa Rica 1:2 (1:0)
- 25. Juni 1990, Achtelfinale:  Irland –  Rumänien 0:0 n. V., 5:4 i. E.

## Bildergalerie

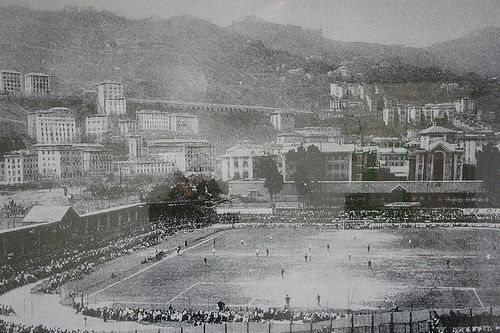
Das Stadion um 1911
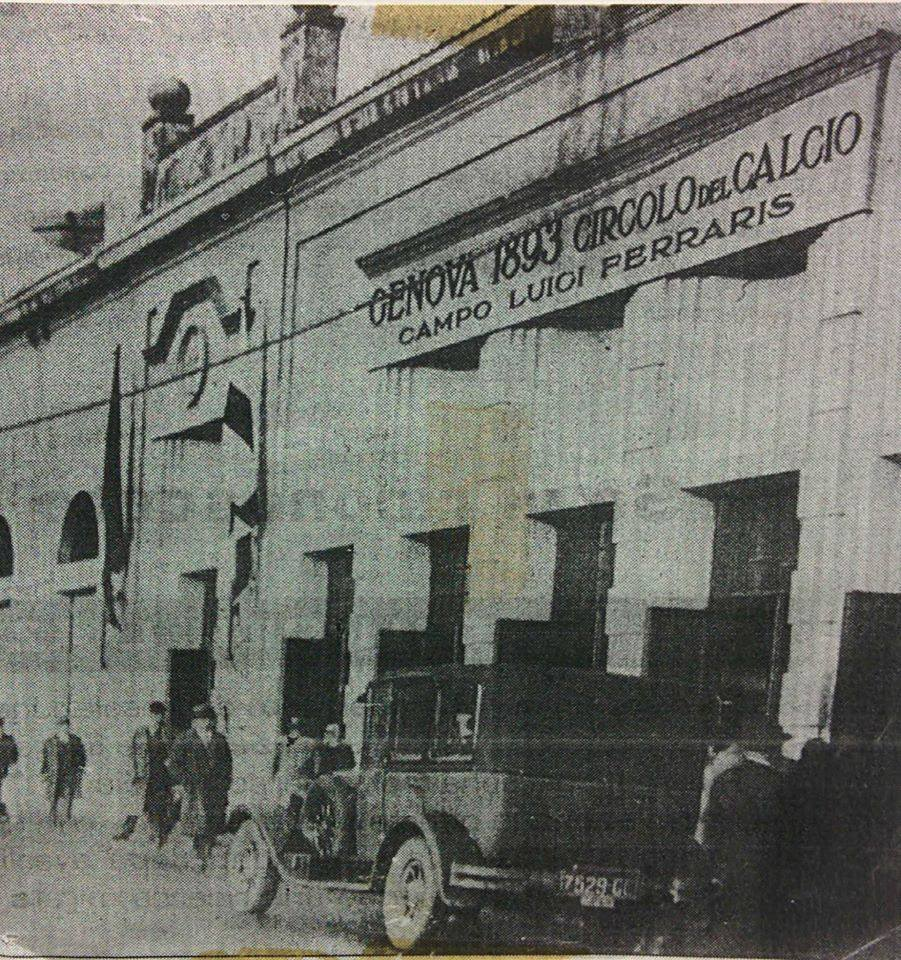
Eingangsbereich zum Stadio Luigi Ferraris im Jahr 1928
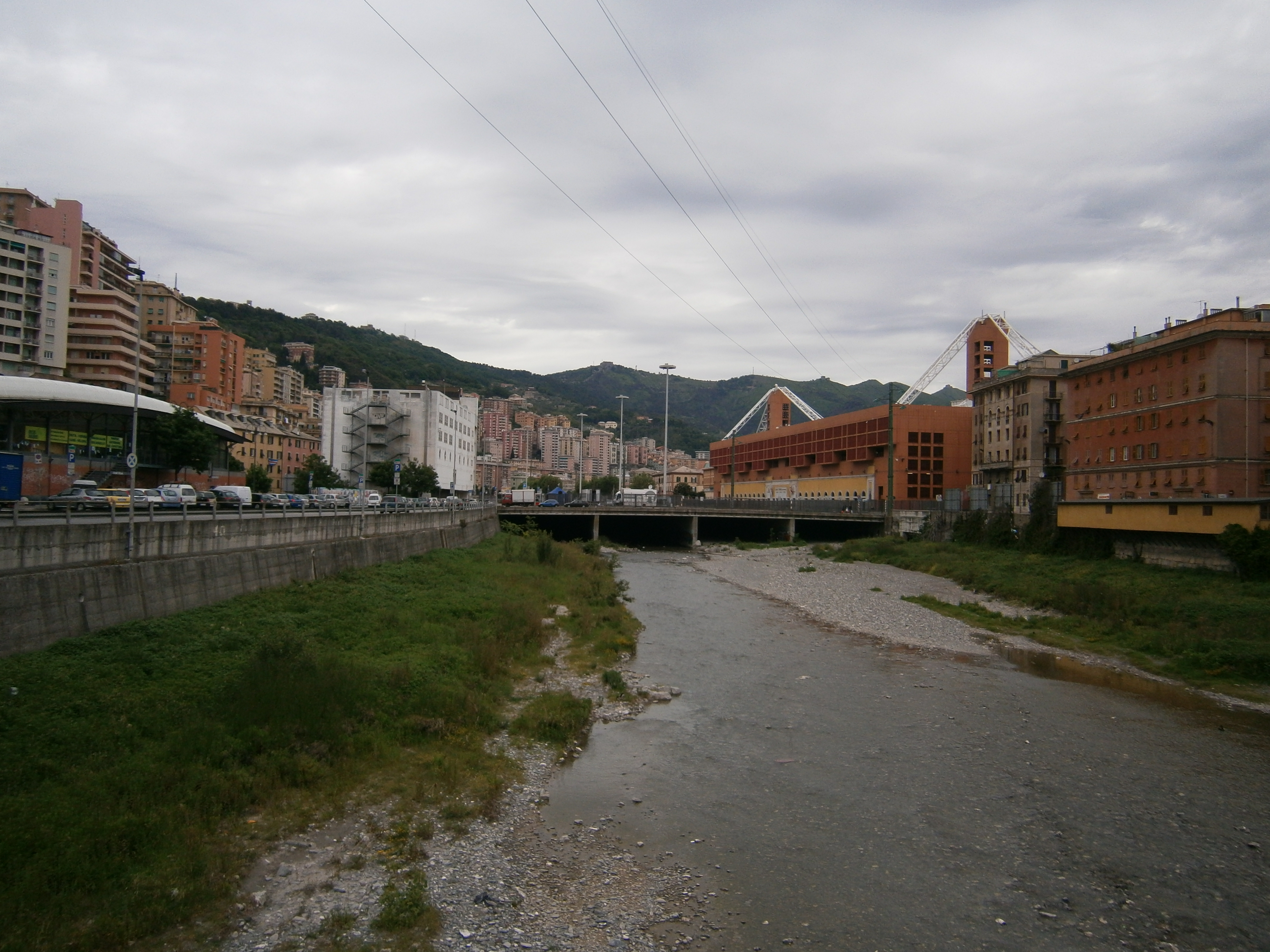
Das Stadion am Bisagno
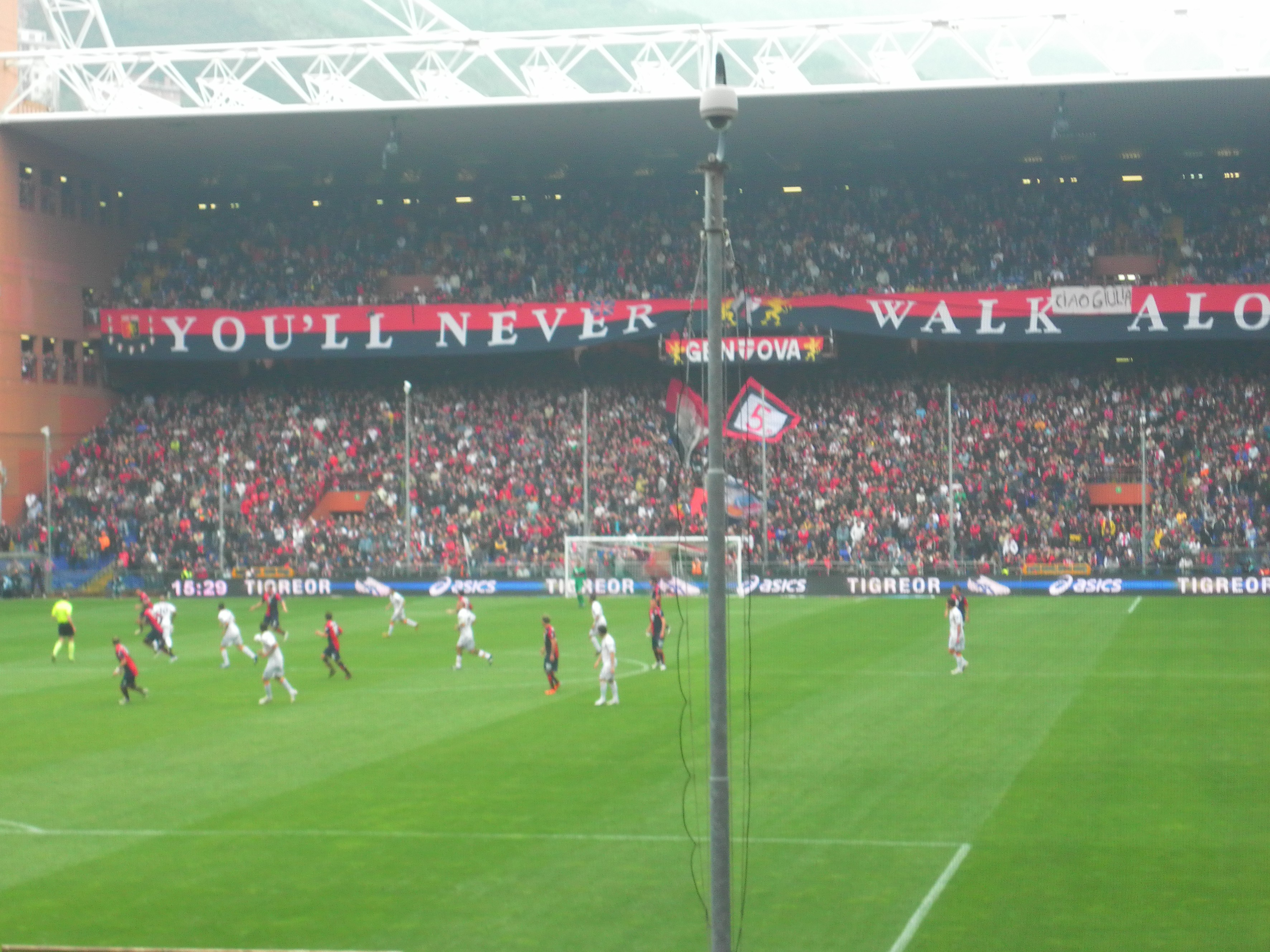
Die Gradinata Nord während eines Ligaspiels des CFC Genua (2011)
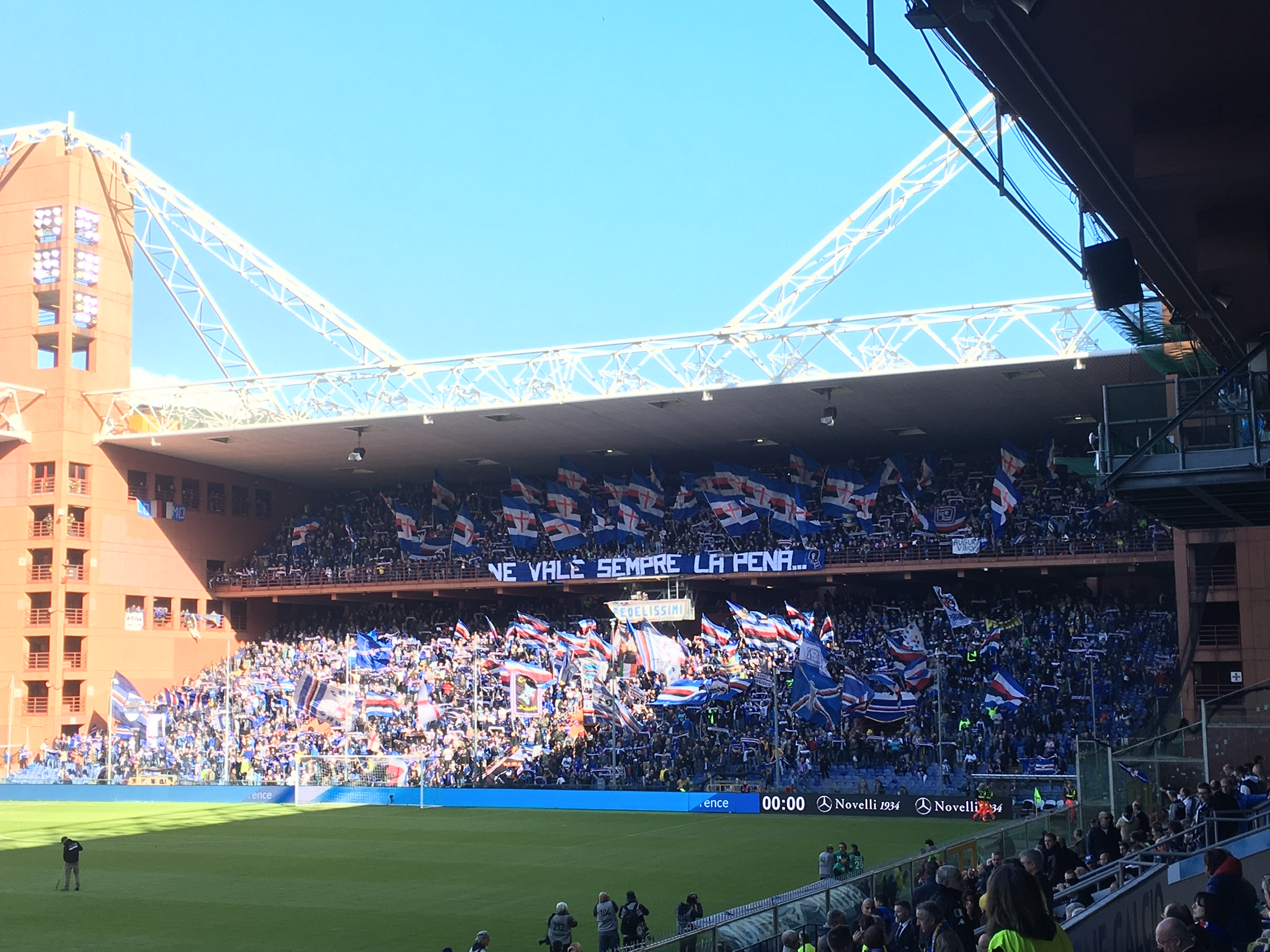
Die Gradinata Sud während eines Ligaspiels zwischen Sampdoria und Lazio Rom (2019)